# خوالیشو
خوالیشو (به لهستانی:  Chwaliszew) یک روستا در لهستان است که در گمینا کروتوشن واقع شده‌است.